# Ichthyostraca
Ichthyostraca es una clase de crustáceos que antiguamente se clasificaban dentro la antigua clase Maxillopoda que resultó ser polifilética. El clado fue descubierto por Zrzavý en 1997. Se divide en dos subclases Branchiura y Pentastomida que a su vez contienen cinco órdenes.
Los crustáceos de esta clase son parásitos de vertebrados. Los miembros de la subclase Branchiura son ectoparásitos de peces, mientras que los de la subclase Pentastomida son parásitos obligados de las vías respiratorias de aves, mamíferos y reptiles.

## Taxonomía
La taxonomía es la siguiente según el Registro Mundial de Especies Marinas:
- Subclase Branchiura
  - Orden Arguloida
    - Familia Argulidae
- Subclase Pentastomida
  - Orden Cephalobaenida
    - Familia Cephalobaenidae

  - Orden Porocephalida
    - Superfamilia Linguatuloidea
      - Familia Linguatulidae
      - Familia Subtriquetridae

    - Superfamilia Porocephaloidea
      - Familia Porocephalidae
      - Familia Sebekidae

  - Orden Raillietiellida
    - Familia Raillietiellidae

  - Orden Reighardiida
    - Familia Reighardiidae